# Bobruisk

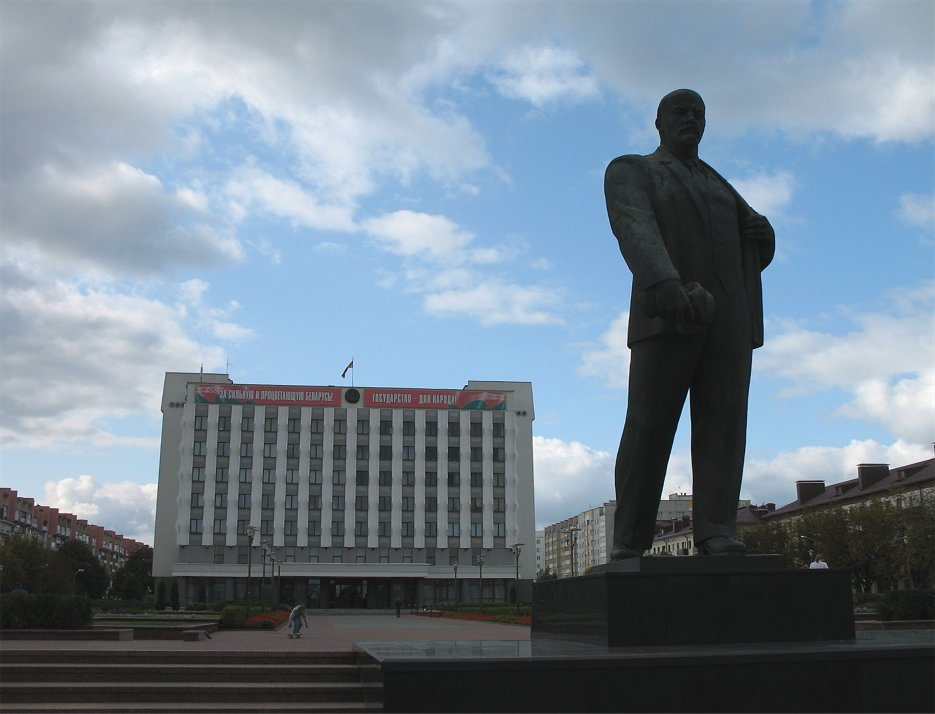
Estátua de Lênin em frente ao prédio da prefeitura da cidade.

Babruksk, Babrujsk ou Bobruisk (em bielorrusso:  Бабру́йск, Babrujsk; em russo:  Бобру́йск; em polonês/polaco:  Bobrujsk; em iídiche:  באברויסק) é uma cidade na região de Mogilev, no leste da Bielorrússia, no rio Berezina. É uma grande cidade do país e em 2009 sua população era de 215.092 habitantes. O nome Babruysk (bem como o do rio Babruyka) provavelmente se origina da palavra bielorrussa babyor (бобёр; castor), muitos dos quais habitavam a Berezina. No entanto, os castores na área foram quase eliminados até o final do século XIX devido à caça e à poluição.